# گویش ایرانی تبریز

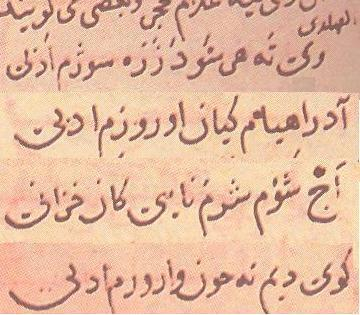
نمونه‌ای از سروده‌های فهلوی-آذری برگرفته از کتاب سفینهٔ تبریز

گویش ایرانی تبریز لهجه‌ای بوده است از لهجه‌های ایرانی که در دورهٔ کنونی دیگر در میان مردم تبریز رایج نیست. این زبان پیش از ترک‌زبان شدنِ تبریزیان، در این شهر رواج داشته، آذری یا پهلوی نامیده می‌شده و به پارسی هم شناخته می‌شده است. این زبان با فارسی دری تفاوت دارد. به گفتهٔ پروفسور ژان دورینگ در قرن دوم قبل از میلاد ساکنین تبریز به زبان آذری، شاخه‌ای از زبان‌های هند و اروپایی(آریایی)،
گویش داشتند.
قطران تبریزی (شاعر قرن یازدهم میلادی) دربارهٔ زبان مردم تبریز می‌گوید:
بلبل به سان مطربِ بی‌دل فرازِ گل — گه پارسی نوازد و گاهی زند دری
شمس تبریزی در مقالاتش می‌گوید:
زبان پارسی را چه شده است؟ بدین لطیفی و خوبی، که آن معانی و لطافت که در زبان پارسی آمده است و در تازی نیامده است.

## گویش ایرانی تبریز در آثار جغرافی‌دانان و مورخان
1. داستانی که سمعانی دربارهٔ ابوزکریا خطیب تبریزی (د ۵۰۲ه‍.ق/۱۱۰۹م) و استادش ابوالعلاء معری آورده، مؤید رواج زبان آذری در آذربایجان در قرن ۵ق/۱۱م است. براساس این داستان روزی خطیب تبریزی در معرّه‌النعمان در مسجد نزد استاد خود بوده که یکی از همشهریان او به مسجد وارد شده است. خطیب با زبان خود با او صحبت کرده و سپس که استادش دربارهٔ این زبان از او پرسیده، گفته است این زبان «اَذْرَبیّه» نامیده می‌شود.[۸]
2. مؤلف دیگری که از زبان آذری باستان نام برده، مسعودی (د ۳۴۶ه‍.ق/۹۵۷م) است که در ۳۱۴ه‍.ق/۹۲۶ از تبریز دیدار کرده است. این مؤلف از میان زبان‌های ایرانی پهلوی، دری و آذری را ذکر کرده است که ظاهراً در نظر او مهم‌ترین زبان‌ها و گویش‌های ایرانی بوده‌اند.[۹]
3. حمدالله مستوفی در نزهةالقلوب (تألیف در ۷۴۰ق/۱۳۳۹م) زبان تبریز را پهلوی ذکر می‌کند و می‌گوید «زبانشان پهلوی به جیلانی بازبسته است»[۱۰] که منظور همان گویش‌های گوناگون زبان آذری است.[۱۱]
4. همام تبریزی به زبان بومی آن زمانِ تبریز و آذربایجان یعنی زبان آذری نیز ابیات و اشعاری دارد از جمله:

- ملمعی از «همام تبریزی» به پارسی و آذری:

| بدیدم چشم مستت رفتم از دست   |  | /کوام آذردلی بو کو نبی مست       |
| دلم خود رفت و می‌دانم که روزی |  | /به مهرت هم بشی خوش گیانم اژ دست |
| به آب زندگی ای خوش عبارت     |  | /لوانت‌لاو جَه‌من دیل و گیان بست    |
| دمی بر عاشق خود مهربان شو    |  | /که زی‌سر مهرورزی گست بی گست      |
| به عشقت گر همام از جان برآیذ |  | /مواژش کان یوان بمروت و وارست    |
| گرم خا واکَنی لشنم بوینی      |  | /به بویت خُته بام ژاهنام سرمست    |

معنی بیت‌های آذری:
کدام آذردلی است که مست نشود
به مهرت هم برود جان خوشم از دست
لاف لبانت ز من دل و جان ببُرد
که زینسان مهرورزی زشت باشد زشت
مگویش کآن جوان بمرد و وارست
اگر خاک را واکَنی لاشه‌ام را ببینی / به بویت خفته باشم در آرامگاهم سرمست
- غزلی از «همام تبریزی» با این مطلع:

| خیالی بود و خوابی وصل یاران، |  | شب مهتاب و فصل نوبهاران |

که بیت مقطع آن به زبان آذری است:
| وهار و ول و دیم یار خوش بی، |  | اوی یاران مَه ول بی مَه وهاران |

معنی: بهار و گل به چهره یار خوش است، بی یاران نه گل باشد نه بهاران.